# مقاطعة آيوا (آيوا)
مقاطعة آيوا (بالإنجليزية: Iowa County)‏ هي إحدى مقاطعات ولاية آيوا في الولايات المتحدة الأمريكية.